# White Shark Café
Als White Shark Café wird ein abgelegenes Gebiet im mittleren Pazifischen Ozean bezeichnet, das im Winter und im Frühling von vielen Weißen Haien aufgesucht wird, die sich ansonsten in küstennahen Gebieten aufhalten.

## Beschreibung
Das Gebiet, das auf halbem Weg zwischen Baja California und Hawaii liegt, erhielt seinen inoffiziellen Namen im Jahr 2002 von Forschern der Hopkins Marine Station der Stanford University, die die Arten der Weißen Haie mithilfe von Datenmaterial aus satellitengestützter Positionsbestimmung untersuchten. Sie identifizierten eine Zone mit einem Durchmesser von ungefähr 500 Kilometern, deren Mittelpunkt bei den Koordinaten 23,37° N und 132,71° W liegt. Die Ergebnisse wurden ursprünglich in der Ausgabe der Zeitschrift Nature vom 3. Januar 2002 veröffentlicht. Sie zeigten, dass drei von vier an der Küste Kaliforniens markierten Haien während eines Zeitraums von sechs Monaten das White Shark Café aufsuchten. Obwohl das Gebiet bisher nicht als Lebensraum für den Weißen Hai bekannt gewesen war, stellten die Forscher bei der Kartierung der Tracking-Daten fest, dass Angehörige dieser Art häufig dieses Gebiet aufsuchten und sich dort eine gewisse Zeit aufhielten. Davor war man davon ausgegangen, dass das Gebiet nur sehr wenig Nahrung für die Tiere biete. Spätere Untersuchungen des Forschungsschiffes Falkor Anfang des Jahres 2018 zeigten, dass es in den tieferen Wasserschichten ein reichhaltiges und vielfältiges Nahrungsangebot für Haie gibt.
Die untersuchten Haie stammten aus verschiedenen Populationen entlang der nordamerikanischen Küste. Die Reise zum White Shark Café dauerte in der Regel bis zu 100 Tage, wobei sich die Haie mit einer durchschnittlichen Geschwindigkeit von einem Meter pro Sekunde fortbewegten. Bei dieser Wanderung tauchten sie regelmäßig in Tiefen bis ungefähr 900 Meter ab. Während ihres Aufenthaltes im Shark-Café tauchten die Haie ungefähr alle zehn Minuten bis zu einer Tiefe von 460 Meter. Viele Haie verweilten oft monatelang in diesem Gebiet, bevor sie im Herbst wieder an die kalifornische Küste zurückkehrten, da in den Herbstmonaten dort viele Robbenarten ihre Jungen gebären, die zur bevorzugten Beute des Weißen Hais zählen.